# Dave Stevens
Dave Lee Stevens (Lynwood, 29 de julho de 1955 – Turlock, 11 de março de 2008) foi um ilustrador e artista de quadrinhos norte-americano. Ele era mais famoso por criar o personagem de quadrinhos e filme Rocketeer, e por suas ilustrações de "glamour art" no estilo pin-up, especialmente da modelo Bettie Page. Ele foi o primeiro a ganhar o prêmio Russ Manning Most Promising Newcomer Award da San Diego Comic-Con International em 1982, e recebeu um Inkpot Award e o Kirby Award de Melhor Álbum Gráfico em 1986.

## Vida pregressa
Stevens nasceu em 29 de julho de 1955, em Lynwood, Califórnia , mas cresceu em Portland, Oregon. Sua família se mudou para San Diego, onde ele estudou no San Diego City College por dois anos, e participou da então nova San Diego Comic-Con anual.  

## Carreira

### Trabalho inicial
O primeiro trabalho profissional de Stevens em quadrinhos foi a arte-final dos lápis de Russ Manning para a tira de jornal Tarzan e duas histórias em quadrinhos europeias de Tarzan em 1975; mais tarde, ele auxiliou Manning na tira de jornal Star Wars.
Ele começou a fazer trabalhos ocasionais em histórias em quadrinhos, incluindo ilustrações para fanzines (desenhos a tinta do veterano dos quadrinhos Jack Kirby entre eles), bem como a criação do recurso Aurora para a Sanrio Publishing do Japão.
A partir de 1977, ele desenhou storyboards para os programas de TV animados da Hanna-Barbera, incluindo Super Friends e The Godzilla Power Hour, onde trabalhou com o veterano em quadrinhos e animação Doug Wildey. Pelo resto da década, ele continuou a trabalhar em animação e cinema, juntando-se ao estúdio de arte dos ilustradores William Stout e Richard Hescox em Los Angeles, trabalhando em projetos como storyboards para Raiders of the Lost Ark de George Lucas e Steven Spielberg e o videoclipe "Thriller" do cantor pop Michael Jackson.

### Rocketeer

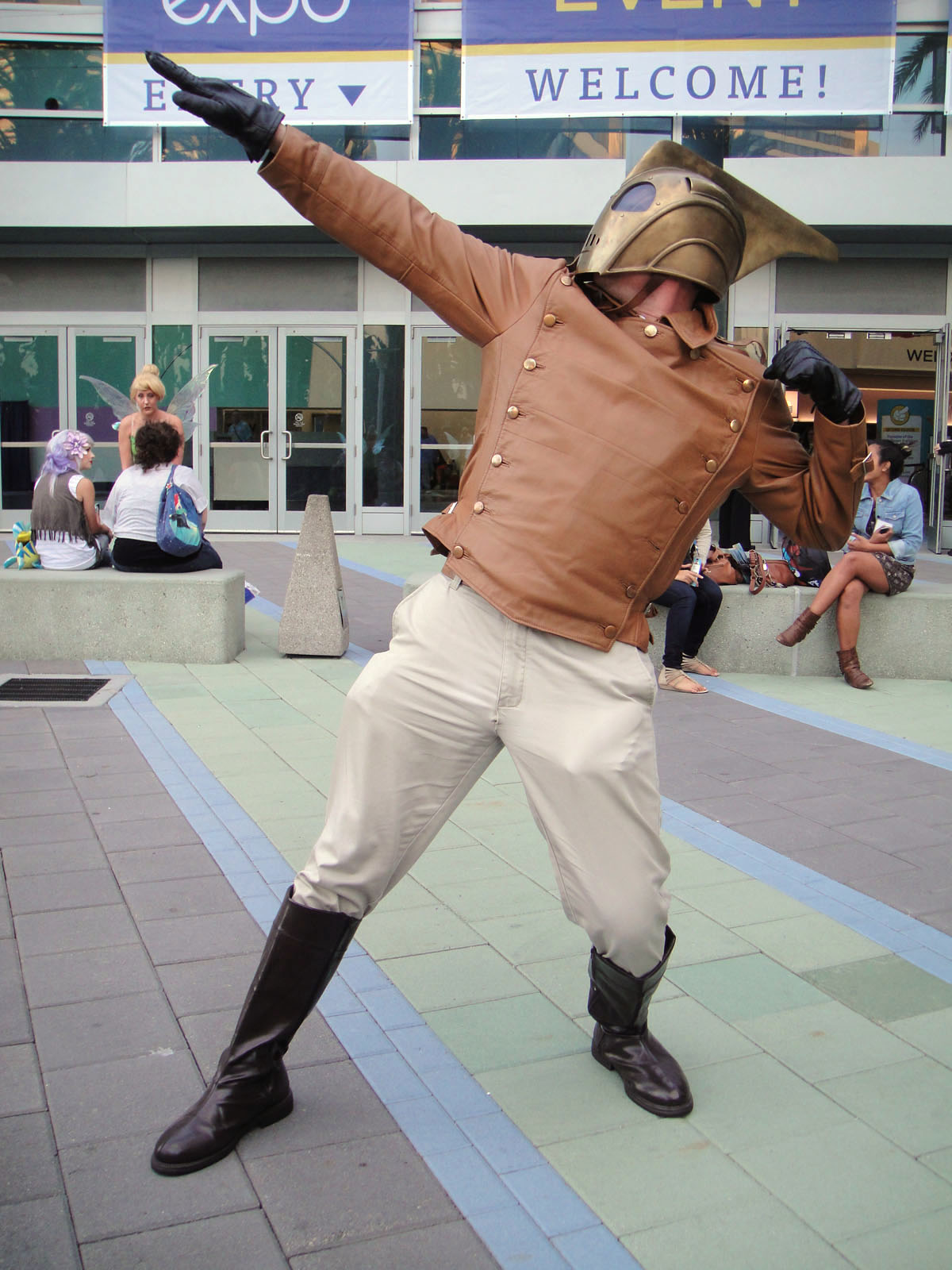
Um cosplay do personagem Rocketeer na D23 de 2011

A série Rocketeer foi uma história de aventura ambientada em uma década de 1930 no estilo pulp fiction (com alusões a heróis como Doc Savage e O Sombra enfatizando a tradição pulp), sobre um piloto azarado chamado Cliff Secord que encontra um misterioso foguete. Apesar de sua história de publicação errática, o Rocketeer provou ser um dos primeiros filmes de sucesso a emergir do crescente movimento de quadrinhos independentes. Influenciado pelos artistas da Era de Ouro Will Eisner, Lou Fine, Reed Crandall, Maurice Whitman, Frank Frazetta e Wally Wood, Stevens foi amplamente reconhecido, junto com artistas como Steve Rude e Jaime Hernandez, como um dos melhores artistas de quadrinhos de sua geração.
Stevens era um admirador de longa data do glamour dos anos 1950 e da modelo pin-up Bettie Page; ele modelou o visual da namorada do Rocketeer a partir dela e apresentou sua imagem em outras ilustrações também, o que ajudou a contribuir para o interesse público renovado em Page e sua carreira de modelo. Depois de descobrir que a aposentada Page ainda estava viva e morava perto, Stevens se tornou amigo dela, fornecendo assistência pessoal e ajudando a arranjar uma compensação financeira para ela de várias editoras pelo uso de sua imagem e reimpressões de suas muitas fotos de glamour e pin-up. Dois outros personagens que aparecem nas histórias do Rocketeer foram baseados em conhecidos pessoais de Stevens: o personagem "Peevy", baseado no cartunista Doug Wildey, e o personagem desprezível "Marco de Hollywood", baseado no fotógrafo de glamour e pornografia da vida real Ken Marcus.

### Série de histórias em quadrinhos
A primeira história em quadrinhos com o Rocketeer foi lançada em 1982. Essas primeiras histórias apareceram como um segundo recurso nas edições #2 e #3 da série Starslayer da Pacific Comics de Mike Grell. Para suas duas parcelas seguintes, o recurso de Stevens mudou para o título de antologia Pacific Presents #1 e #2. O quarto capítulo terminou em um momento de suspense que mais tarde foi concluído em um único quadrinho Rocketeer lançado pela Eclipse Comics. O personagem foi então continuado na Rocketeer Adventure Magazine, com duas edições sendo publicadas em 1988 e depois em 1989 pela Comico Comics; uma terceira e última edição foi publicada seis anos depois, em 1995, pela Dark Horse Comics. A extensa pesquisa de fundo de Stevens e a abordagem meticulosa de suas ilustrações contribuíram para os longos atrasos entre as edições do Rocketeer. A primeira história concluída foi então reunida em uma graphic novel pela Eclipse Comics, em formato de brochura e capa dura, e simplesmente intitulada The Rocketeer (ISBN 1-56060-088-8); a segunda história foi reunida em uma história em quadrinhos de bolso brilhante pela Dark Horse chamada The Rocketeer: Cliff's New York Adventure (ISBN 1-56971-092-9).   
A IDW Publishing anunciou uma edição de capa dura reunindo toda a série Rocketeer pela primeira vez, originalmente prevista para outubro de 2009. The Rocketeer, The Complete Adventures, de Dave Stevens, conteria uma coloração totalmente nova de Laura Martin, que foi escolhida por Dave Stevens antes de sua morte prematura. O livro finalmente apareceu em dezembro daquele ano em dois estados separados: uma edição comercial de capa dura com sobrecapa colorida e uma segunda edição de capa dura deluxe, mais luxuosa (ISBN 978-1-60010-537-1) de 3.000 cópias. A edição deluxe esgotou quase imediatamente após a publicação, e a IDW anunciou uma segunda impressão.  
Em 2011, a IDW lançou uma nova série de histórias em quadrinhos Rocketeer, ilustrada por vários artistas, chamada Rocketeer Adventures.

### Outros trabalhos
Stevens começou a desenvolver uma proposta de um filme de Rocketeer em 1985 e então vendeu os direitos de seu personagem para a Walt Disney Company. Após o lançamento de Batman, os estúdios de cinema correram para produzir propriedades semelhantes que ainda não tinham sido totalmente aprovadas. Durante esse tempo, Stevens criou ilustrações de figurinos para a série de televisão The Flash, construída pela Stan Winston Studios. No mesmo ano, as filmagens de The Rocketeer começaram e o filme foi lançado em 1991. O filme foi dirigido por Joe Johnston e estrelado por Billy Campbell, Jennifer Connelly, Alan Arkin e Timothy Dalton. Stevens foi um co-produtor prático do filme. Recebeu uma mistura de críticas altamente positivas e mornas e vendas de ingressos nacionais decepcionantes, garantindo que nenhuma sequência imediata viria. Dave Stevens sempre sentiu que a maior parte do problema era que o pôster do filme e os gráficos promocionais do estúdio eram excessivamente estilizados e vagos e não transmitiam às pessoas do que se tratava o filme. Depois que a Walt Disney Company comprou o personagem Rocketeer para produção cinematográfica, o artista de quadrinhos Russ Heath ilustrou uma graphic novel promocional, The Rocketeer: The Official Movie Adaptation, baseada em seu longa-metragem.
Após The Rocketeer, Stevens trabalhou principalmente como ilustrador, fazendo uma variedade de ilustrações a tinta e pintadas para capas de livros e histórias em quadrinhos, pôsteres, gravuras, portfólios e encomendas privadas, incluindo uma série de capas para o título Jonny Quest da Comico e uma série de oito capas para os quadrinhos Eclipse, apresentando personagens como Airboy e os DNAgents. As capas da Eclipse também foram publicadas na forma de grandes pôsteres. Muitas de suas ilustrações eram do gênero "good girl art". Ele também voltou para a escola de arte para estudar pintura.
Antes de sua morte em 2008 de leucemia de células pilosas, Stevens estava trabalhando em uma coleção retrospectiva de carreira de seu trabalho a ser intitulada Brush with Passion – The Life and Art of Dave Stevens. O livro foi publicado no mesmo ano em uma edição de capa dura regular, bem como uma edição de capa dura deluxe slipcase. Além disso, cópias de prova assinadas e encadernadas em couro muito limitadas também foram publicadas, todas pela Underwood Books.

## Vida pessoal e morte
Em 1980, Stevens se casou com sua namorada de longa data Charlene Brinkman, mais tarde conhecida como a rainha do grito dos filmes de terror Brinke Stevens; seu casamento terminou em divórcio apenas seis meses depois, embora ela mais tarde tenha sido modelo para Stevens.
Após vários anos de luta contra uma leucemia de células pilosas incomum, que causou uma redução gradual em sua produção artística, Stevens morreu em 11 de março de 2008, em Turlock, Califórnia.

## Legado
O trabalho de Stevens teve uma influência significativa nos ilustradores de histórias em quadrinhos e fantasia, entre eles Adam Hughes.
A artista Laura Molina, com quem Stevens teve um relacionamento romântico no final da década de 1970, o usou como tema de sua controversa série de pinturas Naked Dave.
Em 3 de novembro de 2022, a Samuel Goldwyn Films anunciou que adquiriu os direitos de distribuição do documentário de longa-metragem Dave Stevens: Drawn to Perfection.

## Citações
"Dave tinha mais integridade artística do que qualquer pessoa que eu já conheci. Ele sempre marchava em seu próprio ritmo, fosse isso benéfico para ele financeiramente ou não. Ele recusou muitas ofertas de emprego lucrativas — incluindo uma tarefa mensal de pin-up para a Playboy oferecida por Hugh Hefner como uma substituição para seu artigo regular sobre Alberto Vargas — quando elas não combinavam com sua própria visão altamente pessoal do que ele deveria estar fazendo. Como homem de negócios, Dave frequentemente deixava seus amigos próximos loucos. Nós observávamos com espanto as riquezas passando por ele." – William Stout
"Dave foi realmente uma das pessoas mais legais que já conheci na minha vida... e certamente estava entre as mais talentosas. Nosso primeiro encontro foi na casa de Jack Kirby por volta de 1971, quando ele veio visitar e mostrar a Jack alguns de seus trabalhos. Como eu disse, Kirby foi muito encorajador e ele pediu a Dave para não tentar desenhar como qualquer outra pessoa, mas seguir suas próprias paixões. Este foi um conselho que Dave levou a sério, o que provavelmente explica por que ele demorou tanto com cada desenho. Eles raramente eram apenas trabalhos para Dave. Na maioria das vezes, o que emergia de sua prancheta ou cavalete era um esforço profundamente pessoal. Ele estava realmente apaixonado por cada mulher bonita que desenhava, pelo menos no que diz respeito às versões em papel." – Mark Evanier
"Bem, eu realmente espero muito de mim mesmo. Sou um crítico severo porque sei do que sou capaz. Eu atingi aqueles picos ocasionais entre os vales, mas os picos são tão poucos — coisas como lampejos genuínos de tinta de pincel virtuosa, como nunca executei antes ou depois — que posso contar nos dedos de uma mão o número de trabalhos em que consegui atingir essa marca. O mesmo com o lápis. Às vezes, simplesmente flui, mas, na maioria das vezes, é puro tormento físico e espiritual apenas para colocar algo decente no papel. Muitas vezes fico muito desanimado com todo o processo criativo." – Dave Stevens

## Trabalhos selecionados
- The Rocketeer, Eclipse books (1990). ISBN 1-56060-088-8
- Just Teasing, Ursus Imprints (1991). ISBN 0-942681-12-6
- The Rocketeer: Cliff's New York Adventure, Dark Horse (1997). ISBN 1-56971-092-9
- Vamps and Vixens: The Seductive Art of Dave Stevens, Verotik (1998). ISBN 1-885730-10-1
- Dave Stevens: Selected Sketches and Studies, (Vols. 1–4), Bulldog Studios. No ISBN
- Brush with Passion: The Art and Life of Dave Stevens, Underwood Books (2008). ISBN 1-59929-010-3
- Dave Steven's The Rocketeer: The Complete Adventures, IDW Publishing (2010).